# Leon Borowski (krytyk literacki)
Leon Borowski pseud.: Kr., Leon B, Pergrubius, (ur. 27 maja 1784 koło Pińska, zm. 4 kwietnia 1846 w Wilnie) – polski filolog, historyk literatury i teoretyk  literatury polskiej, krytyk literacki, tłumacz, profesor homiletyki na Akademii Duchownej w Wilnie, profesor poezji, wymowy i wykładowca (od 1814) Cesarskiego Uniwersytetu Wileńskiego, nauczyciel i odkrywca talentu m.in. Adama Mickiewicza, członek Towarzystwa Szubrawców.

## Życiorys
W dzieciństwie wychowywał się u wojewodziny mścisławskiej Zofii Chomińskiej. Po ukończeniu szkoły wydziałowej w Postawach, przyjechał w roku 1800 do Wilna. Został zatrudniony w kancelarii Uniwersytetu Wileńskiego. W roku 1803, po 3 latach studiów na tej uczelni, uzyskał stopień kandydata filozofii. Od roku 1805 pełnił funkcję buchaltera w biurze zarządu Uniwersytetu. W tym samym czasie (1805) wstąpił do Towarzystwa Nauk Pięknych, a nieco później, do założonego przez J. Lelewela Towarzystwa Nauk i Umiejętności.
Od roku 1807 pracował jako nauczyciel wymowy i poezji kolejno w gimnazjum w Świsłoczy, a od 1811 w Wilnie. Został członkiem pierwszego w Wilnie towarzystwa filomatów. Jego wielkim przyjacielem z tego okresu był Anglik, profesor rytownictwa i sztuk pięknych, (Józef) Joseph Saunders. W roku 1814 po śmierci Euzebiusza Słowackiego (ojca poety Juliusza Słowackiego) powierzono mu prowadzenie wykładów na uniwersytecie (tytuł zawodowy magistra filozofii uzyskał w roku 1816).
Gdy w roku 1815 nie został rozstrzygnięty rozpisany na tę katedrę konkurs, pozostał jako adiunkt wykładowcą. W ponownym konkursie 5 lat później, był jedynym kandydatem, przedstawiając rozprawę Uwagi nad poezją i wymową pod względem ich podobieństwa i różnicy (opublikowane m.in. w „Dzienniku Wileńskim”). W roku 1821 objął katedrę jako profesor nadzwyczajny, a od 1823 jako profesor zwyczajny, gdzie pracował aż do zamknięcia uniwersytetu w 1832. Po jego zamknięciu został cenzorem. Należał do masonerii, pełniąc funkcję sekretarza loży Litwin Gorliwy.
Do roku 1842 był także profesorem homiletyki w Akademii Duchownej w Wilnie.

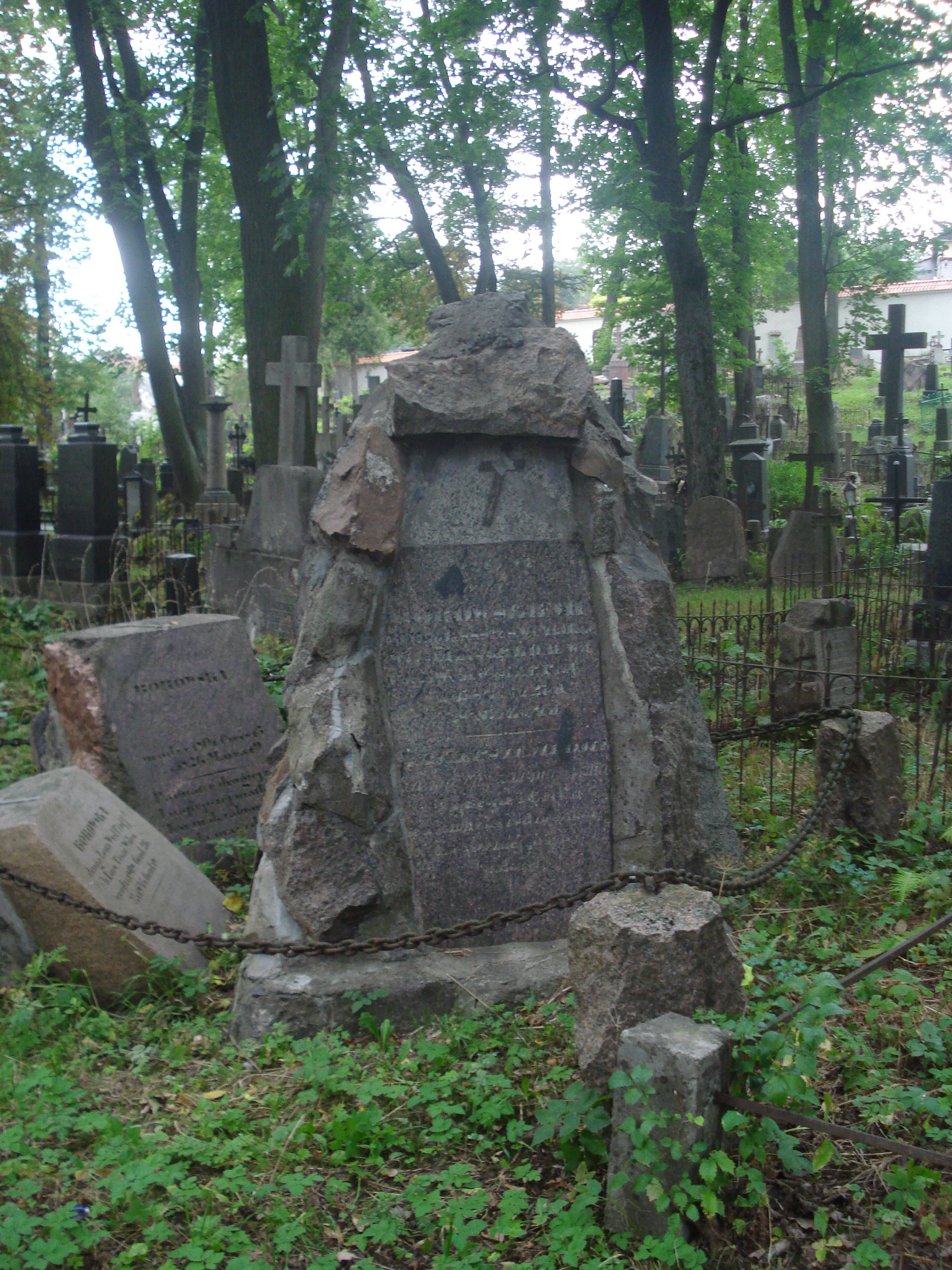
Grób Leona Borowskiego

Zmarł w Wilnie 4 kwietnia roku 1846, został pochowany na cmentarzu na Zarzeczu, przy kościele oo. Bernardynów na Zarzeczu. Na nagrobku znajduje się dedykowany zmarłemu wiersz Marii Konopnickiej.
Wg niektórych źródeł jego bratem był Izydor Borowski, uczestnik powstania kościuszkowskiego, oficer Legionów Polskich, adiutant Simóna Bolivara, wezyr perski.

## Twórczość
W 1806 rozpoczął działalność literacką, tłumacząc  komedię Skąpca Moliera, a w 1826 Kobiety filozofki. Tłumaczył także utwory Jacques'a Delille'a, Miltona (L'Allegro i Il Penseroso, 1819), Byrona. Pisał też utwory poetyckie, tj. Spiewek, Leszek i Goworek. Działał w Towarzystwie Szubrawców (pseud.: Pergrubius), publikując artykuły satyryczne w „Wiadomościach Brukowych” (1819-1821). Współpracował także z „Dziennikiem Wileńskim” (1815-1826) i „Tygodnikiem Wileńskim” (lata: 1804 i 1815-1820)

### Ważniejsze utwory
- „Wierszowana dedykacja P. Dubińskiemu, burmistrzowi m. Wilna”, wyd. w książce: J. Baka Uwagi o śmierci niechybnej, Wilno 1807; przedr. K. Bartoszewicz Księgi humoru polskiego, t. 3, Petersburg 1897
- „O życiu i pismach Euzebiusza Słowackiego”, Dziennik Wileński 1815, t. 1, s. 20-28; przedr. w: E. Słowacki Dzieła, t. 1, Wilno 1824; wyd. 2 Wilno 1827
- Prolog i epilog do komedioopery J. U. Niemcewicza Jan Kochanowski w Czarnym Lesie, Warszawa 1817
- „Porównanie życia Szurłowskiego i Batki na wzór Plutarcha”, Tygodnik Wileński 1820, t. 9, s. 14-24, 33-42; przedr. K. Bartoszewicz Księgi humoru polskiego, t. 3, Petersburg 1897
- „Uwagi nad poezją i wymową pod względem ich podobieństwa i różnicy, z ćwiczeniami w niektórych gatunkach stylu”, Dziennik Wileński 1820, t. 1-3; wyd. osobne: Wilno 1820[4]; fragmenty przedr. I. Szydłowski Przykłady stylu polskiego..., t. 1, Wilno 1827
- „Opisanie publicznych i prywatnych bibliotek w miasteczkach Persztelach w parafii ławorajskiej”, Wiadomości Brukowe 1821, nr: 221, 239, 244; przedr. K. Bartoszewicz Księgi humoru polskiego, t. 3, Petersburg 1897
- Retoryka dla szkół powiatowych przez pytania i odpowiedzi, Wilno 1824
- The Legend of Iona with Other Poems, by Walter Peterson, Edinburgh 1814 in 8vo, tj. Iona. Legenda z innymi poezjami.., Dziennik Wileński 1824, t. 2, (rozbiór poematu)
- Oda na jubileusz Uniwersytetu Wileńskiego, 1828
- "Historia literatury polskiej od początków aż do wieku złotego Zygmunta", wygł. 1838, wyd. K. W. Wójcicki Album lit. Pismo zbior. poświęcone dziejom i literaturze krajowej, t. 1, Warszawa 1848, s. 215-292[5]
- Rys teorii i literatury sztuk krasomówczych, niewydany, (informacja G. Korbuta)
- Krytyczne rozbiory celniejszych pisarzów, niewydane
- Wiadomości o życiu i pracach uczonych Grodka, niewydane.
- artykuły i utwory umieszczał także w czasopismach: Dziennik Wileński (tu: "Rozbiór komedii Niemcewicza Samolub", 1815, t. 2, s. 82-99; "Leszek i Goworek, śpiewak oryginalny", 1817, t. 1, s. 425; "Uwagi nad Monachomachią Krasickiego. Krytyczne opracowanie 1 pieśni", 1818, t. 2, s. 284-299, 471-486; "O wpływie obcych wzorów starożytnych i nowych na ukształtowanie smaku", 1826, t. 1, s. 275-290), Tygodnik Wileński (1804, 1815-1820); Wiadomości Brukowe (1819-1821; tu m.in.: "Boginie", 1819, nr 116; "Scena w szpitalu wariatów, na poddaszu, w mieszkaniu poety bohatyrskiego", 1819, nr 119); Wizerunki i Rozstrząsania Naukowe (tu: "O Filipie Kallimachu Buonaccorsim", 1841, t. 21, s. 25-102).
- kilka artykułów Borowskiego z Wiadomości Brukowych przedr. Zdzisław Skwarczyński w wyd.: "Wiadomości Brukowe. Wybór artykułów", Wrocław (1962), Biblioteka Narodowa, seria I, nr 178.

### Przekłady
- Molière: Skąpski (1806)
- J. Milton: "Allegro i Penseroso", Dziennik Wileński 1819, t. 1; wyd. również w dodatku do rozpr.: Uwagi nad poezją i wymową pod względem ich podobieństwa i różnicy, z ćwiczeniami w niektórych gatunkach stylu
- G. G. Byron: "Żale Tassa", Dziennik Wileński 1820; wyd. również w dodatku do rozpr.: Uwagi nad poezją i wymową pod względem ich podobieństwa i różnicy, z ćwiczeniami w niektórych gatunkach stylu
- Lukrecjusz: De rerum natura, fragmenty w jęz. polskim wyd. również w dodatku do rozpr.: Uwagi nad poezją i wymową pod względem ich podobieństwa i różnicy, z ćwiczeniami w niektórych gatunkach stylu
- Molière: Kobiety filozofki. Komedia w 5 aktach, Wilno 1826 (przeróbka)
- M. Cervantes: Don Kichot, tłum. 1842, niewydane
- drobne przekłady umieszczał w czasopismach: Dziennik Wileński (tu: J. Delille: "Kominek" 1816, t. 3, s. 17; C. Garve: "O poznawaniu zdolności umysłowych u młodzieży" 1826, t. 1, s. 65-84); Znicz (tu: G. G. Byron: Mazepa, fragm. końcowy pt. "Koń stepowy", 1835).

### Prace edytorskie
- A. P. Terentius: Adelphi, czyli bracia. Komedia do użytku szkół przystosowana przez J. Henryka Augusta Schultze, rektora osterrodzkiego, przedrukowana z encyklopedii dla szkół klasycznych łacińskich pisarzy przez Leona B., Wilno 1813; edycję tę Borowskiemu przypisał Estreicher I (1870), 138
- P. N. Ovidius: Metamorphoseon, tj. Przeobrażenia ksiąg piętnaście, przekładania Jakuba Żebrowskiego, wyd. 2 dokonane z pierwszej edycji w 4-ce, ogłoszonej drukiem w Krakowie u Fr. Cezarego R. P. 1636, Wilno 1821, (przypisywaną Borowskiemu edycję Jerozolimy wyzwolonej T. Tassa – na rzecz M. Malinowskiego uchylił R. Pollak.

### Listy
- Do M. Zawadzkiego z 10 grudnia 1807; do J. Zawadzkiego z lat 1808-1809; wyd. T. Turkowski Materiały do dziejów literatury i oświaty na Litwie i Rusi, t. 1, Wilno 1935, s. 210
- Do J. Korzeniowskiego z roku 1826, rękopis: Biblioteka Narodowa, sygn. 2669
- Do A. Mickiewicza z 7 listopada 1828, wyd. W. Mickiewicz Korespondencja A. Mickiewicza, t. 2, Paryż 1827, s. 61-62, wyd. następne: t. 3, Paryż 1876, s. 99
- Korespondencja z M. Grabowskim w zbiorze z lat 1835-1848, rękopis: Biblioteka Kórnicka (zbiór K. Podwysockiego, nr 32)

## Literatura dodatkowa
- Stanisław Pigoń: Borowski Leon. W: Polski Słownik Biograficzny. T. 2: Beyzym Jan – Brownsford Marja. Kraków: Polska Akademia Umiejętności – Skład Główny w Księgarniach Gebethnera i Wolffa, 1936, s. 349. Reprint: Zakład Narodowy im. Ossolińskich, Kraków 1989, ISBN 83-04-03291-0
- T. 4: Oświecenie. W: Bibliografia Literatury Polskiej – Nowy Korbut. Warszawa: Państwowy Instytut Wydawniczy, 1966, s. 290-293.